# Độc Sơn Tử
Độc Sơn Tử (tiếng Trung: 独山子区; bính âm: Dúshānzi Qū; Uyghur: مايتاغ رايونى‎, ULY: Maytagh Rayoni, UPNY: Maytaƣ Rayoni?) là một khu (quận) của địa cấp thị Karamay, khu tự trị Tân Cương, Trung Quốc.

### Nhai đạo
- Kim Sơn Lộ (金山路街道)
- Tây Ninh Lộ (西宁路街道)
- Bắc Thôn (北村街道)